# Serhij Sednjev
Serhij Anatolijovyč Sednjev (in ucraino Сергій Анатолійович Седнєв?; Hluchiv, 19 dicembre 1983) è un ex biatleta ucraino.
È indicato anche con la variante russa del suo nome, Сергей Анатольевич Седнев (Sergej Anatol'evič Sednev).

## Biografia
In Coppa del Mondo esordì il 17 gennaio 2004 a Ruhpolding (67°), ottenne il primo podio il 13 dicembre 2007 a Pokljuka (3°) e la prima vittoria il 21 gennaio 2010 ad Anterselva.
In carriera prese parte a due edizioni dei Giochi olimpici invernali, Vancouver 2010 (22° nella sprint, 10° nell'inseguimento, 21° nella partenza in linea, 68° nell'individuale, 8° nella staffetta) e Soči 2014 (44° nella sprint, 54° nell'inseguimento), e a quattro dei Campionati mondiali, vincendo una medaglia.
Disputò la sua ultima gara di Coppa del Mondo il 3 dicembre 2014 a Östersund (83º in individuale) e nello stesso mese annunciò il ritiro dalle competizioni. Il 12 gennaio 2015 è stato sospeso dall'Unione Internazionale Biathlon poiché risultato positivo a un test antidoping effettuato il 22 gennaio 2013 ad Anterselva, con decorrenza della squalifica dal 15 dicembre 2014.

## Palmarès

### Mondiali
- 1 medaglia:
  - 1 bronzo (staffetta[3] a Chanty-Mansijsk 2011)

### Mondiali juniores
- 1 medaglia:
  - 1 bronzo (inseguimento ad Alta Moriana 2004)

### Coppa del Mondo
- Miglior piazzamento in classifica generale: 16º nel 2011
- 8 podi (5 individuali, 3 a squadre), oltre a quello ottenuto in sede iridata e valido anche ai fini della Coppa del Mondo:
  - 1 vittoria (individuale)
  - 3 secondi posti (1 individuale, 2 a squadre)
  - 4 terzi posti (3 individuali, 1 a squadre)

#### Coppa del Mondo - vittorie
| Data            | Località   | Nazione | Specialità |
| --------------- | ---------- | ------- | ---------- |
| 21 gennaio 2010 | Anterselva | Italia  | IN         |

Legenda:

IN = individuale